# スコット・ベック
スコット・ベック（Scott Beck、1984年10月22日 - ）は、アメリカ合衆国の脚本家、映画プロデューサー、映画監督。
デンバー出身。アイオワ州ダベンポートで育つ。アイオワ大学卒業。
ブライアン・ウッズとコンビを組んで主にホラー映画を製作、2018年に映画『クワイエット・プレイス』で第45回サターン脚本賞を受賞した（ブライアン・ウッズ、ジョン・クラシンスキーと共に）。

## 主な作品

### 監督
※は脚本も担当。また、ブライアン・ウッズと共作。
- ナイトライト -死霊灯- Nightlight (2015) ※
- ホーンテッド 世界一怖いお化け屋敷 Haunt (2019) ※
- 65/シックスティ・ファイブ 65 (2023) ※ 製作も
- 異端者の家 Heretic (2024) ※ 製作も

### 脚本
- クワイエット・プレイス A Quiet Place (2018) 原案、製作総指揮も
- クワイエット・プレイス 破られた沈黙 A Quiet Place Part II (2020) ※キャラクター創作
- ブギーマン The Boogeyman (2023) 原案、製作総指揮も
- クワイエット・プレイス:DAY 1 A Quiet Place: Day One (2024) ※キャラクター創作